# 田野倉翔太
田野倉 翔太（たのくら しょうた、1990年8月11日 - ）は、日本のレスリング選手。東京都小平市出身。

## 来歴
中学生までは剣道一筋だったが、レスリング強豪校の自由ヶ丘学園高校に入学すると誘われてレスリング部へ入部。剣道で培ったグリップ力が武器であるという。
高校卒業後は日本体育大学に進学し、同学大学院に所属していた長谷川恒平と出会う。長谷川のストイックな練習姿勢に「いつかは越えたい」と思うようになる。
2012年8月のロンドンオリンピックに出場した長谷川の練習パートナーとして随行し、オリンピックの空気を肌で感じる。
2013年6月15日に行われた全日本選抜レスリング選手権大会で、3度目の対戦で長谷川に勝利し、レスリング世界選手権の出場切符を手にした。
2013年7月に出場したユニバーシアードでは銅メダルに輝いた。2013年7月現在のFILAの世界ランキングは9位。